# Lithium (пісня Evanescence)
«Lithium» — другий сингл другого студійного альбому американського рок-гурту «Evanescence» — «The Open Door». Пісня написана Емі Лі, вперше вийшла 4 грудня 2006 в Англії. В США реліз відбувся 8 січня 2007.

## Музичне відео
Режисер відеокліпу — Пол Федор, зйомки проходили з 31 жовтня по 1 листопада 2006. Музичне відео показує Емі Лі у двох емоціях: щастя, сцени на сніжному кладовищі, і горе, сцена під водою (ця сцена дуже схожа на сцену із відеокліпу «Going Under»).
Вперше музичне відео вийшов на «Muchmusic.com» для канадських глядачів 24 листопада 2006. Офіційний реліз в США відбувся 24 грудня 2006. На ITunes музичне відео вийшло 19 грудня 2006.

## Список пісень
CD-сингл
| #  | Назва                              | Автор  | Тривалість |
| -- | ---------------------------------- | ------ | ---------- |
| 1. | «Lithium»                          | Емі Лі | 3:44       |
| 2. | «The Last Song I'm Wasting On You» | Емі Лі | 4:07       |

Максі-CD-сингл
| #  | Назва                                        | Автор                | Тривалість |
| -- | -------------------------------------------- | -------------------- | ---------- |
| 1. | «Lithium»                                    | Емі Лі               | 3:44       |
| 2. | «The Last Song I'm Wasting On You»           | Емі Лі               | 4:07       |
| 3. | «All That I'm Living For» (Acoustic version) | Емі Лі, Джон ЛеКомпт | 4:33       |
| 4. | «Lithium» (Video/Acoustic version)           | Емі Лі               | 3:50       |

LP-сингл 7"
| #  | Назва                              | Автор  | Тривалість |
| -- | ---------------------------------- | ------ | ---------- |
| 1. | «Lithium»                          | Емі Лі | 3:44       |
| 2. | «The Last Song I'm Wasting On You» | Емі Лі | 4:07       |

## Чарти
| Чарт (2006/2007)                              | Місце |
| --------------------------------------------- | ----- |
| U.S. Billboard Bubbling Under Hot 100 Singles | 24    |
| U.S. Billboard Hot Mainstream Rock Tracks     | 39    |
| U.S. Billboard Hot Modern Rock Tracks         | 37    |
| Australia ARIA Singles Chart                  | 15    |
| Austria Singles Top 75                        | 41    |
| Czech IFPI Chart                              | 18    |
| Germany Singles Top 100 Chart                 | 44    |
| Ireland Singles Top 50 Chart                  | 30    |
| Israel Galgalatz Israel Top 20                | 1     |
| Italy Singles Top 50                          | 2     |
| New Zealand Singles Top 40                    | 16    |
| Netherlands Mega Single Top 100               | 55    |
| Spain Los 40 Principales                      | 10    |
| Sweden Singles Top 60 Chart                   | 23    |
| Switzerland Singles Top 100 Chart             | 40    |
| UK Singles Top 75                             | 32    |